# Lokomby
Lokomby est une commune rurale malgache située dans la région de Fitovinany.